# Brzęczkowice i Słupna
Brzęczkowice i Słupna – dzielnica Mysłowic, znajdująca się w centralnej części miasta.
W skład dzielnicy wchodzą osiedla Brzęczkowice i Słupna.